# Wilson Flagg
Wilson Falor Flagg (Long Beach, California; 25 de octubre de 1938-Arlington, Virginia; 11 de septiembre de 2001) fue un contraalmirante de la Armada de los Estados Unidos. El 15 de octubre de 1993 fue cesado al haber fallado en prevenir el Escándalo Tailhook, anulando cualquier oportunidad de avance en su carrera. Él y su esposa murieron a bordo del Vuelo 77 de American Airlines el 11 de septiembre de 2001.

## Primeros años
Wilson Falor "Bud" Flagg nació en Long Beach, California. En el instituto conoció a Darlene, o Dee, que se convirtió posteriormente en  su novia. Se casaron en 1961, después de que Flagg se graduara en la Armada de los Estados Unidos en Annapolis, Maryland, Estados Unidos.

## Carrera
Flagg asistió al colegio de vuelo en Pensacola, Florida y se convirtió en piloto del ejército en 1962. Sirvió en servicio activo desde 1961 hasta 1967, incluyendo tres misiones como piloto de combate durante la Guerra de Vietnam. Después de dejar el servicio activo, continuó volando el Vought F-8 Crusader, llegando a alcanzar 3200 horas de vuelo. Posteriormente, se embarcó en dos carreras, una como capitán de American Airlines y otra como oficial de la reserva naval.
Sus condecoraciones incluyen la Medalla por Servicio Distinguido de la Armada, la Medalla al Servicio Meritorio, la Medalla del Aire y la Medalla de Comendación.
En 1987, se convirtió en contraalmirante y fue asignado en El Pentágono, donde se convirtió en uno de los oficiales más importantes de la reserva naval. En 1993, dos años después del Escándalo de Tailhook, recibió junto a dos oficiales más, cartas de cese, al no haber prevenido extensos casos de acoso sexual en la convención de la asociación de Las Vegas.
Flagg se retiró del ejército y como contraalmirante en 1995 y de American Airlines en 1998, aunque, en el momento de su muerte seguía contando con una oficina en El Pentágono, en caso de que El Pentágono contactara con él para asesoramiento técnico.

## Vida personal y muerte

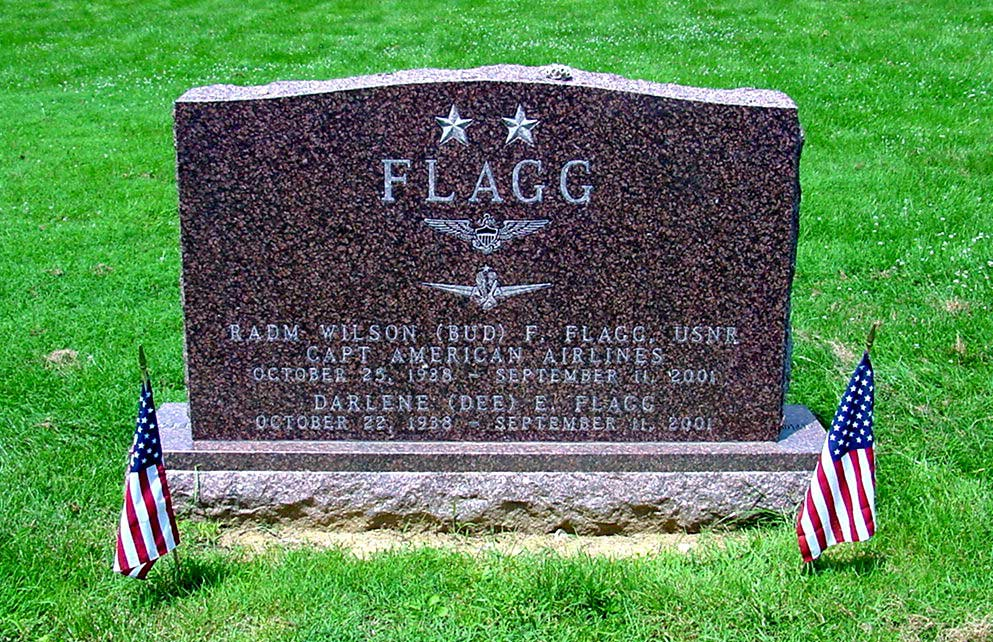
Tumba de Wilson Flagg y su esposa.

Los Flaggs vivieron en Misisipi, California y Connecticut antes de asentarse definitivamente en Milwood, Virginia.
Durante los atentados del 11 de septiembre de 2001, los Flaggs y su amiga, Barbara G. Edwards, se encontraban a bordo del Vuelo 77 de American Airlines, con intención de llegar a una reunión familiar en California. Murieron cuando el avión se estrelló contra El Pentágono. Tanto Wilson como su esposa tenían 62 años y fueron sobrevividos por sus hijos, Marc y Michael, y por cuatro nietos.
En el National September 11 Memorial & Museum, Flagg, su esposa y Edwards se encuentran memorializados en el panel S-70 de la piscina sur.